# Mastinowittmerus vazquezae
Mastinowittmerus vazquezae är en skalbaggsart som beskrevs av Juan A. Zaragoza och García 1986. Mastinowittmerus vazquezae ingår i släktet Mastinowittmerus och familjen Phengodidae. Inga underarter finns listade i Catalogue of Life.